# Asiet Imanbajew
Asiet Żumaszewicz Imanbajew (oryg. Асет Жумашевич Иманбаев; ur. 23 września 1981) – kazachski zapaśnik walczący w stylu klasycznym. Olimpijczyk z Pekinu 2008, gdzie zajął trzynaste miejsce w kategorii 55 kg.
Dwukrotny uczestnik mistrzostw świata. Zajął 21 miejsce w 2001. Złoty medalista igrzysk azjatyckich w 2002. Wygrał zawody na mistrzostwach Azji w 2003 i 2004. Pierwszy w Pucharze Świata w 2003. Mistrz świata juniorów w 2000 i 2001 roku.